# Enguídanos
Enguídanos és un municipi situat a la província de Conca, Castella-la Manxa.

## Situació
Situat en la Serrania de Conca, a la vora del riu Cabriol, sobre una muntanya rocosa. Es troba a 85 km. De Conca, 165 km. De València i 230 km. De Madrid. Passen pel seu terme els rius Guadazaón, Mira, Sant Martí, Narboneta i Cabriol, sent aquest últim el més important i de major cabal.

## Població
En l'actualitat, Enguídanos presenta una estructura urbana digna de ressaltar encara que la seua població haja passat de 2196 habitants en el cens de 1930 fins a 713 en el de 1981, comptant en l'actualitat amb 525 habitants censats.

## Turisme rural
Ja que la seua situació geogràfica dota a aquest poble d'una nombrosa naturalesa i gran bellesa paisatgística, en el municipi es poden desenrotllar nombroses activitats com a senderisme, descens en bot, bicicleta de muntanya, salt de pont, ...

### Evolució demogràfica (2001-2007)
| 2001 | 2002 | 2003 | 2004 | 2005 | 2006 | 2007 |
| ---- | ---- | ---- | ---- | ---- | ---- | ---- |
| 527  | 500  | 497  | 472  | 468  | 473  | 462  |

## Festes locals
- Sant Blai (2-3 de febrer)
- Sant Roc (12-18 d'agost)